# Liste der Monuments historiques in Étalante
Die Liste der Monuments historiques in Étalante führt die Monuments historiques in der französischen Gemeinde Étalante auf.

## Liste der Immobilien
| Bezeichnung          | Beschreibung                                   | Standort                  | Kennzeichnung | Schutzstatus | Datum | Bild           |
| -------------------- | ---------------------------------------------- | ------------------------- | ------------- | ------------ | ----- | -------------- |
| Ferme de la Pothière | befestigter Bauernhof, 16. und 17. Jahrhundert | westlich des Ortes (Lage) | PA00112447    | Inscrit      | 1988  | weitere Bilder |

## Liste der Objekte
| Bezeichnung                                    | Beschreibung                                                                                      | Standort                       | Kennzeichnung | Schutzstatus | Datum | Bild |
| ---------------------------------------------- | ------------------------------------------------------------------------------------------------- | ------------------------------ | ------------- | ------------ | ----- | ---- |
| Pietà                                          | Kalkstein, farbig gefasst, zweite Hälfte des 16. Jahrhunderts                                     | in der Kirche St-Martin (Lage) | PM21004217    | Inscrit      | 1997  |      |
| Kruzifix                                       | Holz, farbig gefasst, 16. oder 17. Jahrhundert                                                    | in der Kirche St-Martin (Lage) | PM21004218    | Inscrit      | 1997  |      |
| Skulptur Heiliger Martin                       | Holz, farbig gefasst, erste Hälfte des 18. Jahrhunderts                                           | in der Kirche St-Martin (Lage) | PM21004219    | Inscrit      | 1997  |      |
| Skulptur Heiliger Abdon                        | Holz, farbig gefasst, um 1700                                                                     | in der Kirche St-Martin (Lage) | PM21004220    | Inscrit      | 1997  |      |
| Skulptur Heilige Katharina                     | Stein, farbig gefasst, zweite Hälfte des 17. Jahrhunderts                                         | in der Kirche St-Martin (Lage) | PM21004221    | Inscrit      | 1997  |      |
| Gemälde Anbetung der Hirten                    | Ölfarbe auf Leinwand, vergoldeter Holzrahmen, zweite Hälfte des 17. Jahrhunderts; nach Guido Reni | in der Kirche St-Martin (Lage) | PM21004222    | Inscrit      | 1997  |      |
| Gemälde Taufe Christi                          | Ölfarbe auf Leinwand, vergoldeter Holzrahmen, zweite Hälfte des 17. Jahrhunderts                  | in der Kirche St-Martin (Lage) | PM21004223    | Inscrit      | 1997  |      |
| Hauptaltar                                     | Altartisch, Altaraufbau und Tabernakel; Stein und Metall, bemalt, Ende des 18. Jahrhunderts       | in der Kirche St-Martin (Lage) | PM21004224    | Inscrit      | 1997  |      |
| Taufbecken                                     | Kalkstein, spätes 15. oder 16. Jahrhundert                                                        | in der Kirche St-Martin (Lage) | PM21004225    | Inscrit      | 1997  |      |
| Truhe                                          | Holz, Metall, Anfang des 17. Jahrhunderts                                                         | in der Kirche St-Martin (Lage) | PM21004226    | Inscrit      | 1997  |      |
| Skulptur Heiliger Antonius der Große           | Holz, farbig gefasst, zweite Hälfte des 17. Jahrhunderts                                          | in der Kirche St-Martin (Lage) | PM21004227    | Inscrit      | 1997  |      |
| Skulptur Heiliger Balderich von Montfaucon (1) | Holz, farbig gefasst, bezeichnet 1746; aus der Eremitage Saint-Baudry                             | in der Kirche St-Martin (Lage) | PM21004228    | Inscrit      | 1997  |      |
| Skulptur Heiliger Balderich von Montfaucon (2) | Holz, farbig gefasst, zweite Hälfte des 17. Jahrhunderts                                          | in der Kirche St-Martin (Lage) | PM21004229    | Inscrit      | 1997  |      |
| Skulptur Heiliger Eligius                      | Holz, farbig gefasst, bezeichnet 1665                                                             | in der Kirche St-Martin (Lage) | PM21004230    | Inscrit      | 1997  |      |